# Henryk III Salicki
Henryk III (ur. 28 października 1017, zm. 5 października 1056) – książę Bawarii w latach 1026–1041 (jako Henryk VI), książę Szwabii w latach 1038–1045, król Niemiec, Burgundii i Włoch od 1039 (w Niemczech i Burgundii koronowany wcześniej, za życia ojca), cesarz rzymski od 1046. Władca z dynastii salickiej, syn i następca cesarza Konrada II i Gizeli.

## Panowanie
Już w 1028 w wyniku zabiegów ojca został wybrany i koronowany na króla Niemiec, a w 1033 koronowany na króla Burgundii. Samodzielną władzę przejął po śmierci Konrada w 1039.
Jako król Niemiec zapewnił państwu stabilność i pomyślność. W 1039 udzielił synowi króla polskiego Mieszka II Kazimierzowi Odnowicielowi militarnego wsparcia w postaci 500 ciężkozbrojnych, co umożliwiło Kazimierzowi powrót do Polski i odbudowanie struktur państwowych. Cesarz obawiał się bowiem zbytniego wzmocnienia Brzetysława czeskiego. W 1041 pokonał księcia Brzetysława. W 1043 ustalił granicę pomiędzy Austrią a Węgrami. W 1046 roku odebrał hołd wasalny książąt Polski – Kazimierza Odnowiciela oraz Czech – Brzetysława I.
Po podziale Lotaryngii w 1044 doszło do długotrwałych walk między cesarzem a księciem Gotfrydem Brodatym, który otrzymał w lenno tylko Górną Lotaryngię. Sprawował arbitraż pomiędzy swoimi protegowanymi, np.: w 1054 rozstrzygnął spór między Czechami a Polską o Śląsk.
Będąc gorliwym chrześcijaninem, Henryk III przeprowadził reformę Kościoła. W 1046 zorganizował synody w Sutri i w Rzymie. Zwalczał występujące wśród kleru nadużycia i umocnił pozycję papieża, choć jednocześnie utrzymywał nad nim cesarską kontrolę zapewniając papieski tron kolejno czterem duchownym niemieckim. Doprowadził do pozbawienia rzymskiego stronnictwa arystokratycznego wpływu na wybór papieża i w 1046 został koronowany na cesarza. Pod wpływem żony, Agnieszki z Poitou, stał się propagatorem reformy kluniackiej i ulegał wpływom kultury francuskiej, która promieniowała na Niemcy także z anektowanej Burgundii. W działaniach wobec państwa i Kościoła kierował się zasadami treuga Dei (pokoju Bożego) oraz iustitia et pax (sprawiedliwości i pokoju), głoszonymi właśnie przez mnichów z Cluny.
Uważany jest za jednego z najsilniejszych monarchów w historii Świętego Cesarstwa Rzymskiego. Podporządkował Cesarstwu Kościół, swobodnie decydował o obsadzie urzędu papieskiego, decydował o biegu spraw kościelnych i wytyczał kierunki wewnątrzkościelnej polityki. Trzymał w ryzach książąt niemieckich i dominował nad wschodnimi sąsiadami, którzy podlegali jego zwierzchnictwu. Z powodzeniem realizował ideę uniwersalnej władzy cesarskiej, wzorowanej na tradycji starożytnego Rzymu. Gorliwie oddany cesarskiemu urzędowi, podążał wzorem ojca, Konrada II.

## Tytulatura
Za życia swojego ojca Henryk jako 11-letni chłopiec został koronowany w Akwizgranie. Od 1028 używał tytułu królewskiego i występował w dokumentach jako Heinricus gratia Dei rex lub z numerem porządkowym jako Heinricus tertius Dei gratia rex. Pod nominalną władzą Henryka III jako króla i faktyczną jego ojca jako cesarza znajdowało się Święte Cesarstwo Rzymskie, ponieważ tak od czasów Konrada II określano Rzeszę.
Henryk jako król Rzymian panował samodzielnie od roku 1039, nie zmieniając tytułu. W roku 1046 został koronowany na cesarza Rzymian. W okresie 1046–1056 Henryk był tytułowany Heinricus Dei gratia Romanorum Imperator Augustus Obok stosowanej w edyktach i na pieczęciach formuły dewocyjnej Dei gratia w dokumentach wystawianych przez cesarza znaleźć można również bardziej archaiczne formy. Henryk używał tytułów imperator (wódz naczelny) i augustus (wspaniały, boski), natomiast nigdy semper augustus.

## Małżeństwa i potomstwo
Henryk III był dwukrotnie żonaty: w 1036 ożenił się z Gunhildą, córką Kanuta Wielkiego, króla Anglii, Danii i Norwegii, po raz drugi ożenił się w 1043 z Agnieszką z Poitou, córką Wilhelma V, księcia Akwitanii.
Z pierwszego małżeństwa pochodziła:
- Beatrycze (1037 – 13 lipca 1061), opatka w Gandersheim i Quedlinburgu

Z drugiego małżeństwa pochodzili:
- Adelajda Szwabska (1045 – 11 stycznia 1096), ksieni w Gandersheim i Quedlinburgu
- Gizela (1047 w Rawennie –  6 maja 1053)
- Matylda (październik 1048 – 12 maja 1060), żona Rudolfa von Rheinfeld
- Henryk IV (11 listopada 1050 – 7 sierpnia 1106), cesarz rzymski
- Konrad II (wrzesień/październik 1052 – 10 kwietnia 1055), książę Bawarii
- Judyta Maria Szwabska (1054 – 14 marca po 1105), żona króla Węgier Salomona i księcia polskiego Władysława I Hermana

## Bibliografia

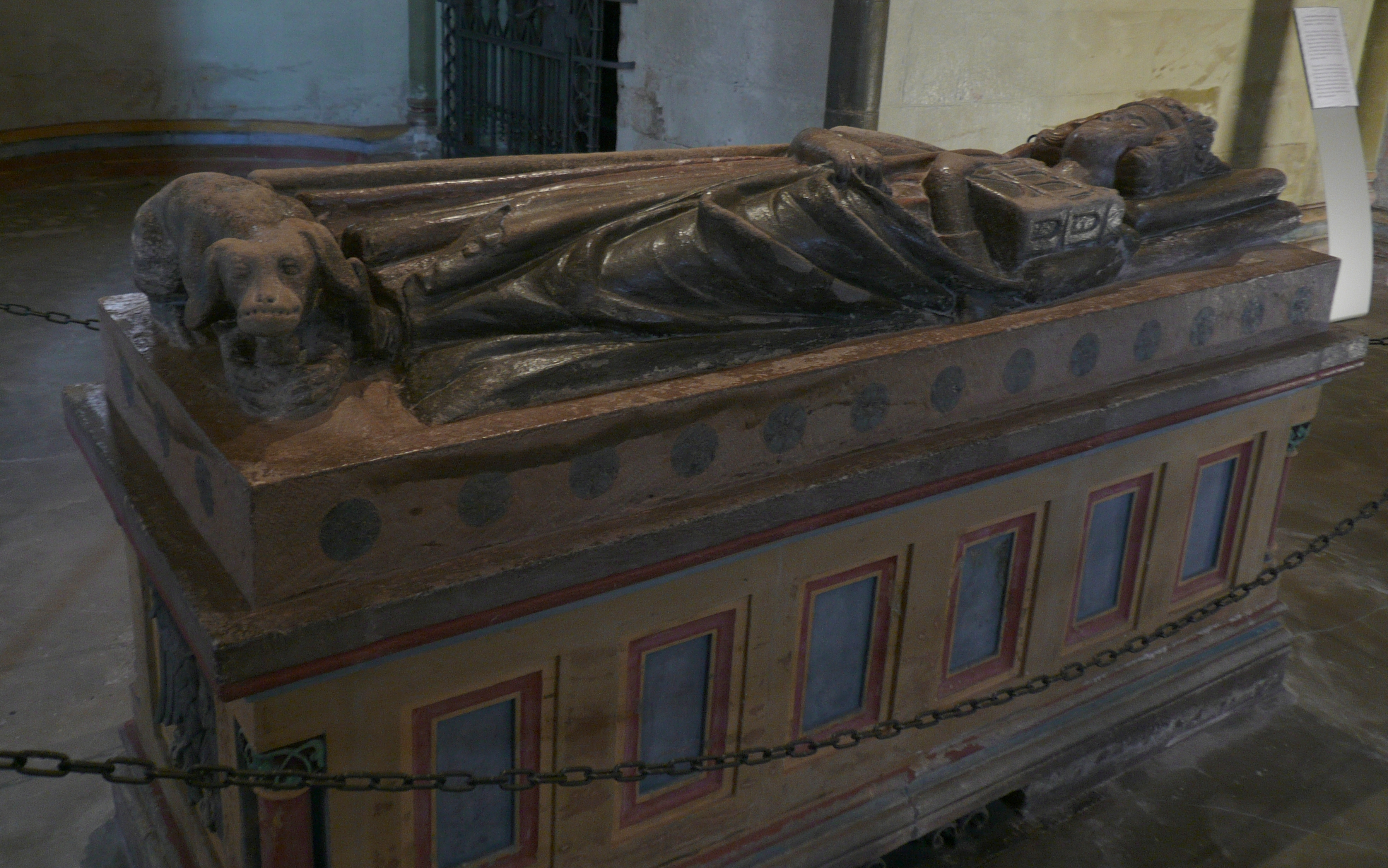
Sarkofag Henryka III w katedrze w Spirze

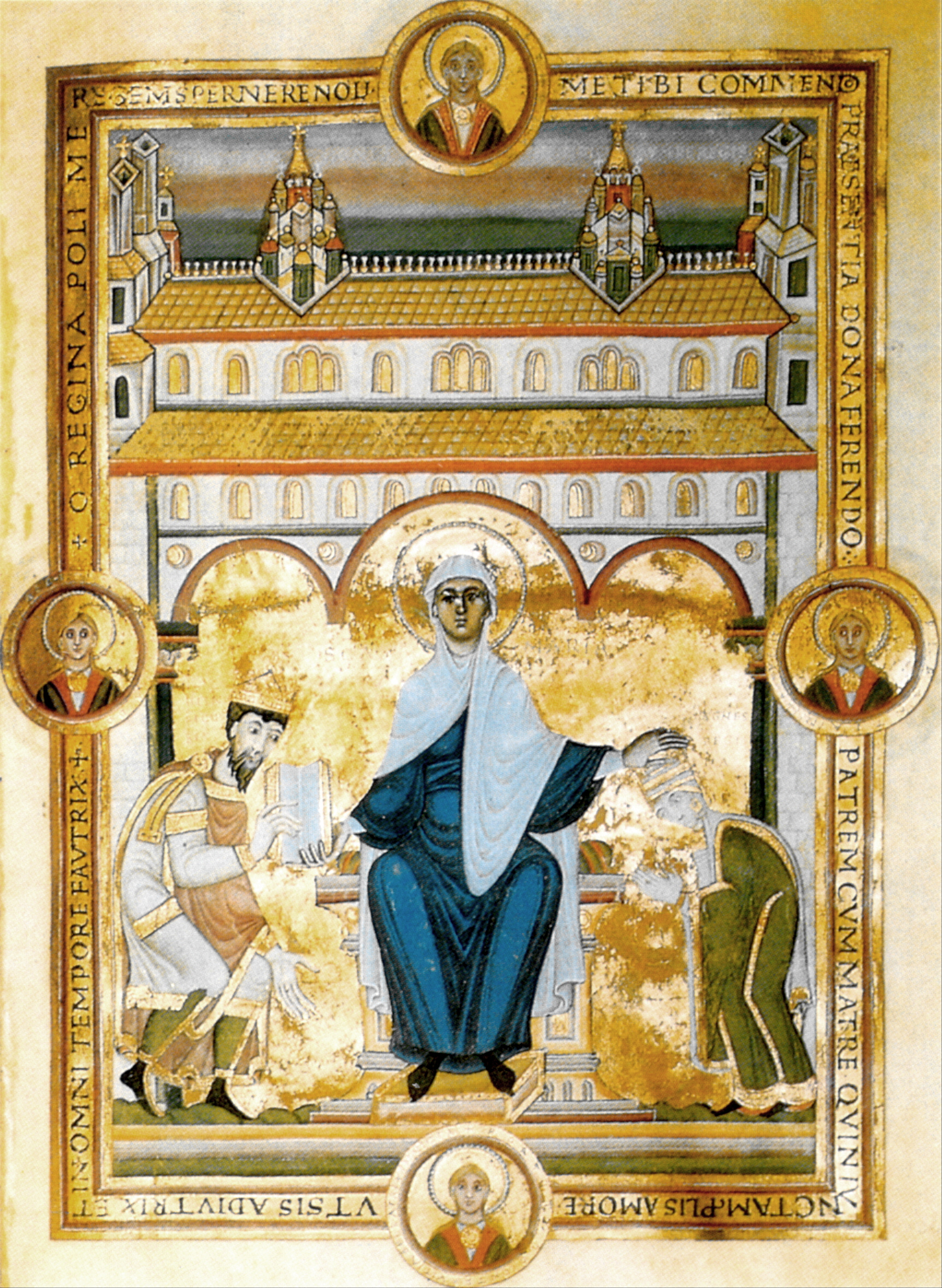
Henryk i Agnieszka przed Świętą Dziewicą – miniatura średniowieczna